# 360 авіаційний ремонтний завод
360 Авіаційний ремонтний завод — російський авіаремонтний завод, розташований неподалік авіабази Дягілєво в Рязані.
Через вторгнення Росії в Україну завод знаходиться під санкціями всіх країн Євросоюзу та США.

## Історія
Початок заводу поклали авіаремонтні майстерні в Забайкаллі у місті Укурей, засновані в передвоєнні роки. Під час німецько-радянської війни майстерні відремонтували понад 1200 літаків Пе-2, Іл-2, Іл-10, По-2, а також близько 500 авіадвигунів.
Після війни майстерні розширилися до стаціонарної ремонтної бази для фронтових бомбардувальників Іл-28, а 1958 року їх передислокували до Рязані та перейменували на 360-й авіаційний ремонтний завод. Завод став основним ремонтним підприємством для літаків Дальньої авіації, на ньому відновлювали стратегічні бомбардувальники Ту-16, Ту-22, 3М, М-4, Ту-22 М2, Ту-22М3, Іл-76, Ту-95 МС. З розпадом СРСР освоєння відновлення ракетоносців Ту-95МС стало важливим досягненням заводу.
2002 року завод отримав Сертифікат відповідності системи якості з ремонту повітряних суден цивільної авіації, а 2008 року — Сертифікат на виконання всіх форм технічного обслуговування Іл-76Т(ТД) та виконання доробок промисловості.

## Діяльність
Основною діяльністю заводу є ремонт літаків Ту-22МЗ, Ту-95МС, Іл-76 усіх модифікацій, Іл-78 (М). Завод виконує роботи з ремонту, техобслуговування, діагностики технічного стану, фарбування авіаційної техніки, а також повірці контрольно-перевірочної апаратури та загальновійськових засобів вимірювання.
Завод входить до Міждержавного довідника Оборонно-промислового комплексу держав-членів ОДКБ.